# Sotūnrash
Sotūnrash (persiska: Ostūnrash, ستونرش) är en ort i Iran.   Den ligger i provinsen Västazarbaijan, i den nordvästra delen av landet, 700 km väster om huvudstaden Teheran. Sotūnrash ligger 2 436 meter över havet och antalet invånare är 758.
Terrängen runt Sotūnrash är kuperad. Runt Sotūnrash är det ganska tätbefolkat, med 83 invånare per kvadratkilometer. Närmaste större samhälle är Karīkān, 12,1 km väster om Sotūnrash. Trakten runt Sotūnrash består i huvudsak av gräsmarker.